# Chaetolonchaea americana
Chaetolonchaea americana är en tvåvingeart som beskrevs av Mcalpine 1982. Chaetolonchaea americana ingår i släktet Chaetolonchaea och familjen stjärtflugor.
Artens utbredningsområde är Alberta. Inga underarter finns listade i Catalogue of Life.